# 9793 Torvalds
9793 Torvalds este o planetă minoră (asteroid), cu un diametru de 4,586 km, din centura de asteroizi. A fost descoperită pe 16 ianuarie 1996 la Observatorul Național Kitt Peak de Spacewatch și a fost numită după Linus Torvalds. 
Obiectul prezintă o orbită caracterizată de o semiaxă mare de 2,2546426 UAi, o excentricitate de 0,16, o înclinație de 3,65256 ° în raport cu ecliptica.